# Henry Willblood
Henry Willblood fue un marino de origen inglés que, nacionalizado argentino, luchó en la Guerra del Brasil.

## Biografía
Henry Willblood nació en mayo de 1790 en King's Lynn, Norfolk, Inglaterra.

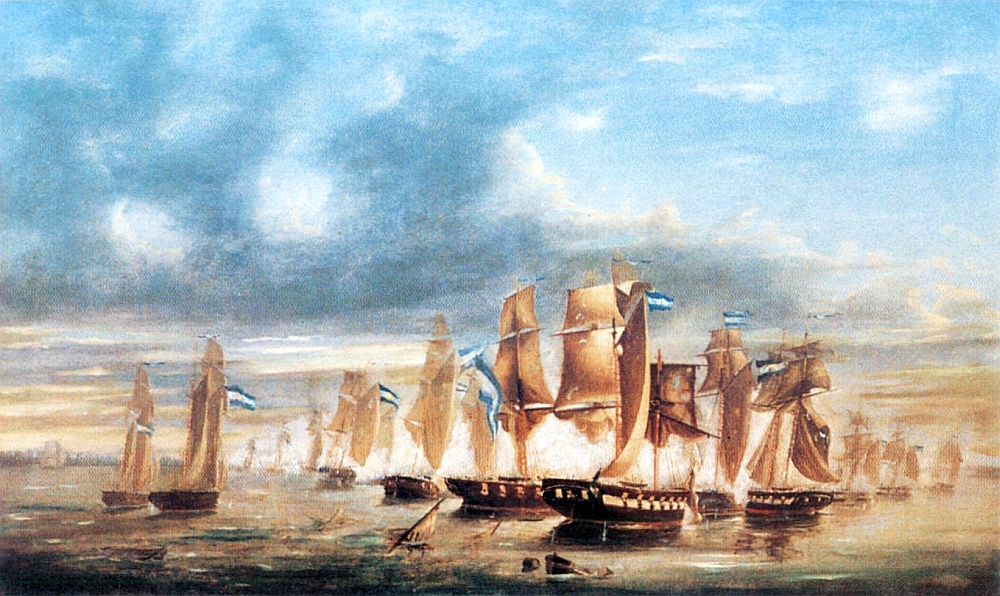
Batalla de Juncal.

Arribó a la ciudad de Buenos Aires en el mes de junio de 1822 a bordo del Commerce of Lima, afincándose en la ciudad y empleándose en la marina mercante fluvial.
Siendo capitán de la goleta mercante de matrícula de Buenos Aires Río de la Plata, en 1825 se registró en el consulado británico como master marine (marino mercante).
Al estallar poco tiempo después la Guerra del Brasil Willblood se incorporó a la Armada Argentina comandada por Guillermo Brown.
Al mando de la cañonera N° 12, entre febrero y julio de 1827 participó de la victoriosa campaña de Juncal en aguas del río Uruguay y en la destrucción de la Tercera División Naval del Imperio del Brasil.
El 7 y 8 de abril de 1827 con el grado de subteniente participó con la barca Congreso (comandante Guillermo Mason) en la Batalla de Monte Santiago.
Murió en Buenos Aires el 14 de junio de 1833 siendo enterrado en el Cementerio Protestante de Socorro.